# وادي إسلي
وادي إسلي، هو وادٍ يقع في شرق المغرب الأقصى. وإليه تنسب معركة إسلي الشهيرة التي وقعت بين الجيش المغربي والجيش الاستعماري الفرنسي عام 1844 على عهد السلطان المغربي عبد الرحمان بن هشام. وأيضاً إليه يُنسب دوار وادي إسلي المتواجد في إقليم وجدة. ينطلق وادي إسلي من جبال مغاز شرق المغرب في مناطق قريبة من الحدود المغربية الجزائرية. ويمتد عبر سهول أنجاد جنوب مدينة وجدة على طول مسافة تقارب 100 كيلو متر، ويتجه نحو الشمال الشرقي حيث يجتاز نهر ملوية ويصب في نهر تفنة. يعدّ من أهمّ أودية وأنهار الريف المغربي إضافة إلى وادي كرت، ووادي غيس، ونهر ملوية. وإلى جانب وادي كرت ونهر ملوية ووادي كيس، يساهم وادي إسلي في تدفّق ما لا يقلّ عن 1،610 مليون متر مكعب من المياه في المغرب. وقد اشتهر هذا الوادي بسبب الأحداث التاريخية الكبرى التي ارتبطت به، أهمها معركة إسلي السابق ذكرها، بحكم تواجده في منطقة إسترايتيجة بين المغرب والجزائر. وهو نهر مشترك بين البلدين؛ حيث ينبع من أراضٍ مغربية ويصب في أراضٍ جزائرية ]. ولا علاقة لهذا النهر ببحيرة إسلي التي ترتبط بأسطورة العشق الممنوع الشهيرة في المغرب (إسلي وتسليت).

## التسمية
كلمة إسلي تعني "العريس" باللغة الأمازيغية، ومؤنّثها تيسليت، أي "العروس"، ومن ذلك يطلق الأمازيغ على قوس قزح اسم "تيسليت نونزار" أي عروس إله المطر.